# Mutantes (álbum)
Mutantes é o segundo álbum de estúdio da banda brasileira de rock Os Mutantes, lançado, em LP, no dia 24 de fevereiro de 1969 pela gravadora Polydor. Foi reeditado em CD no ano de 1992 e 2006, e lançado nos EUA pela Omplatten Records. Em outubro de 2007, a revista Rolling Stone divulgou uma lista dos 100 maiores discos da música brasileira, na qual esse disco ocupa o 44° lugar.

## Faixas
Todas de autoria de Arnaldo Baptista, Rita Lee e Sérgio Dias, exceto onde indicado.
| Lado A |                           |                                                              |         |  |
| N.º    | Título                    | Compositor(es)                                               | Duração |  |
| 1.     | "Dom Quixote"             |                                                              | 3:54    |  |
| 2.     | "Não Vá Se Perder por Aí" | Raphael Vilardi / Roberto Loyola                             | 3:16    |  |
| 3.     | "Dia 36"                  | Arnaldo Baptista / Johnny Dandurand / Rita Lee / Sérgio Dias | 4:01    |  |
| 4.     | "2001"                    | Rita Lee / Tom Zé                                            | 3:57    |  |
| 5.     | "Algo Mais"               |                                                              | 2:38    |  |
| 6.     | "Fuga Nº II dos Mutantes" |                                                              | 3:42    |  |

| Lado B         |                      |                                                          |         |  |
| N.º            | Título               | Compositor(es)                                           | Duração |  |
| 7.             | "Banho de Lua"       | Franco Migliacci / Bruno De Filippi - Versão: Fred Jorge | 3:41    |  |
| 8.             | "Rita Lee"           |                                                          | 3:10    |  |
| 9.             | "Mágica"             |                                                          | 4:38    |  |
| 10.            | "Qualquer Bobagem"   | Arnaldo Baptista / Rita Lee / Sérgio Dias / Tom Zé       | 4:37    |  |
| 11.            | "Caminhante Noturno" |                                                          | 5:11    |  |
| Duração total: | Duração total:       | Duração total:                                           | 42:43   |  |

## Recepção
| Críticas profissionais | Críticas profissionais |
| Avaliações da crítica  | Avaliações da crítica  |
| Fonte                  | Avaliação              |
| ---------------------- | ---------------------- |
| Allmusic               | link                   |
| Amazon.com             | favorável link         |

John Bush, do Allmusic, diz que o segundo álbum do conjunto paulista é construído em uma "atmosfera de experimentação e colisão musical", "andando uma linha tênue entre a inovação" e abusos experimentais. Para ele, os melhores momentos do álbum aparecem no uso das raízes populares (tanto brasileiras como americanas) do grupo. José Eduardo Ribeiro de Paiva acredita que este disco consolidou o sucesso e a veia experimentalista do grupo, esta calcada, especialmente, nas inovações tecnológicas de Cláudio César Dias Baptista. Já o maestro Júlio Medaglia, em crítica quando do lançamento do álbum, acredita que o "profissionalismo, humor e inteligência" do grupo os coloca em situação privilegiada no cenário musical brasileiro da época.

## Ficha técnica
Os Mutantes
- Arnaldo Baptista - voz, baixo, teclados
- Rita Lee - voz, percussão, teremim
- Sérgio Dias - guitarras, voz, baixo; bateria em "Fuga Nº II dos Mutantes"[7]

Participações especiais
- Cláudio César Dias Baptista - instrumentos eletrônicos
- Dinho Leme (creditado como "Sir Ronaldo I du Rancharia") - bateria
- Zé do Rancho & Mariazinha - viola caipira, sanfona (respectivamente) e voz (faixa 4)

Produção musical
- Manoel Barenbein - produtor
- Os Mutantes - arranjos
- Rogério Duprat - arranjos de orquestra
- João Kibelskis - técnico de som
- José Carlos Teixeira - técnico de som
- Stélio Carlini - técnico de som

Produção gráfica
- Lincoln - layout
- Nelson Motta - notas
- Cinira Arruda - foto contracapa